# Tsjoekovo (Kardzjali)
Tsjoekovo (Bulgaars: Чуково) is een dorp in het zuiden van Bulgarije. Het dorp is gelegen in de gemeente Momtsjilgrad in de oblast  Kardzjali. Het dorp ligt hemelsbreed ongeveer 18 km ten zuidoosten van Kardzjali en 217 km ten zuidoosten van Sofia. 

## Bevolking
Op 31 december 2020 telde het dorp volgens de officiële cijfers van het Nationaal Statistisch Instituut van Bulgarije 193 inwoners. Het aantal inwoners vertoonde jaren lang een dalende trend: in 1985 woonden er nog 545 mensen in het dorp. Vooral in de periode  1985-1989 verlieten veel inwoners het dorp (op de vlucht naar Turkije), als gevolg van de bulgariseringscampagnes van het communistisch regime, waarbij het Bulgaarse Turken verboden werd om hun moedertaal te spreken en hun religie vrij uit te oefenen.
|  |

De bevolking van het dorp bestond in 2011 uitsluitend uit etnische Turken en Bulgaren. In 2011 reageerden 178 van de 191 inwoners op de optionele volkstelling. Alle 178 ondervraagden identificeerden zichzelf als etnische Turken.
| Etnische samenstelling van de respondenten (2011) | Etnische samenstelling van de respondenten (2011) | Etnische samenstelling van de respondenten (2011) | Etnische samenstelling van de respondenten (2011) | Etnische samenstelling van de respondenten (2011) |
| ------------------------------------------------- | ------------------------------------------------- | ------------------------------------------------- | ------------------------------------------------- | ------------------------------------------------- |
|                                                   |                                                   |                                                   |                                                   |                                                   |
| Bulgaren                                          | Bulgaren                                          |                                                   | 0,0%                                              | 0,0%                                              |
| Turken                                            | Turken                                            |                                                   | 100,0%                                            | 100,0%                                            |
| Roma                                              | Roma                                              |                                                   | 0,0%                                              | 0,0%                                              |
| Anders/Onbekend                                   | Anders/Onbekend                                   |                                                   | 0,0%                                              | 0,0%                                              |